# Israëltheologie
Israëltheologie is een benaming van het geheel van theologische opvattingen binnen met name de protestantse kerken over het Joodse volk, het land Israël, de Joodse staat en het jodendom. De shoah en de oprichting van de staat Israël, heeft er toe geleid dat in veel protestantse kerken de de Israëltheologie opnieuw is doordacht en vaak tot wijzigingen in het denken heeft geleid.
Doordat het christelijk geloof voortkomt uit het Jodendom ervaren veel christenen een verbondenheid met 'Israël'. Deze verbondenheid kent echter wel een gelaagdheid in het begrip 'Israël'. Meestal ervaart men die verbondenheid in de eerste plaats met het Joodse volk en daardoor vaak ook met het Bijbelse land Kanaän. Dat Bijbelse land is echter weer verbonden met de moderne staat Israël en deze staat is weer verbonden met de hedendaagse regering. Die verbondenheid met al deze lagen wordt door christenen heel verschillend geïnterpreteerd en ervaren. Hoewel deze lagen niet los van elkaar gezien kunnen worden, is er wel verschil en nuance. Liefde voor bijvoorbeeld het land Israël kan goed samengaan met afkeuring van hedendaags regeringsbeleid. En verbondenheid met bijvoorbeeld het Joodse volk kan samen gaan met de verbondenheid met Palestijnse christenen. Wat mensen onder 'Israël' verstaan is dus vaak heel verschillend.

## De Israëltheologie binnen de protestantse kerken
Het begin van de herwaardering van het jodendom binnen de Nederlandse protestantse theologiebeoefening wordt doorgaans gelegd bij de theoloog Kornelis Heiko Miskotte. Friedrich-Wilhelm Marquardt, Paul van Buren, Gerbern Oegema en Walter Brueggemann zijn bekende christelijke Israël- of Landtheologen.
Volgens de theoloog Coen Wessel neemt in Nederland de "Israëltheologie" een aanvang met Miskottes boek "Het wezen der Joodse Religie".

#### Marquardt
Marquardt vond in reactie op de Holocaust dat christenen in de leer moesten bij het jodendom. Na een reis als jong Duits theoloog naar Israël in 1959, plaatste hij het zionisme in een eschatologisch, Bijbels perspectief. "Israël [beschouwd als religieus jodendom] ziet de volkeren niet rechtstreeks verbonden met zichzelf, maar door zijn God met zijn God", zegt Marquardt. Enerzijds betekent dit "deelname" aan en anderzijds "distantie" tegenover de rest van de wereld. Toch noemt hij dat geen onverschilligheid, want Israël claimt dan wel de Tien Geboden, maar verbindt zich met de rest van de wereld door de Noachitische geboden. Marquardt is niet kritiekloos tegenover de staat Israël, maar hij wijst internationalisme en een algemeen universalisme en daarmee ook gelijke solidariteit met allen af. Zijn verbondenheid met Israël gaat altijd voor.
In Nederland hebben in de jaren '90 de theologen Johan Snoek en Dick Boer zich kritisch uitgelaten over de “Israëltheologie” van Marquardt. N.a.v een lezing van Boer met bezwaren tegen de Marquardts opvattingen, schreef Snoek dat hij het met Marquardt eens blijft dat er vanuit het christendom een “onopgeefbare band” hoort te zijn met het Jodendom, maar hij maakte daarbij een voorbehoud voor de staat Israël, die voor hem van een andere orde is. Hij kritiseerde Marquardt met name voor diens “blinde vlek” voor de situatie van de Palestijnen

#### Oegema
De in Canada werkzame hoogleraar Bijbelstudies Oegema is van mening dat sinds de oprichting van de staat Israël men "vanzelfsprekend" nagedacht heeft over de vraag of de Messiaanse weeën reeds begonnen zijn. Hij noemt de staat Israël "een teken van Gods trouw aan Zijn volk", maar is niettemin kritisch "op die krachten in het jodendom, welke op al te politieke wijze het Messiaanse rijk dichterbij willen brengen".

#### Brueggemann
De Amerikaanse oudtestamenticus Brueggemann ziet het Land van de Bijbel als "een centraal, zo niet het centrale thema van het Bijbelse geloof". Hij ziet dat geloof als "een ijveren voor een historisch thuis horen, dat een betekenis van bestemming inhoudt, ontleend aan zulk een thuis horen". Hij was daarom aanvankelijk een krachtig supporter van de staat Israël en de Bijbelse claims op het Land. Later verwierp Brueggemann "de exploitatie" door de staat Israël "van oude beloften", waarmee een "giftige ideologie" gemaakt zou zijn en hij draagt sindsdien de mening uit dat het juist niet antisemitisch is om op te komen voor het recht van de Palestijnen. Hij vindt dat de moderne, zionistische verstatelijking van het jodendom moet worden herleid tot "oud tribalisme dat niet langer geldig is in een pluralistische wereld".

#### Puritanisme & Nadere Reformatie
De theologische hoogleraren Petrus Martyr Vermigli (1499-1562) in Oxford en Martin Bucer (1491-1551) in Cambridge waren van mening dat de woorden ”geheel Israël” in Romeinen 11:26 betrekking hebben op de nog komende bekering van het Joodse volk. Andere (belangrijke) reformatorische theologen dachten bij die tekst aan het tot geloof komen van alle uitverkoren. Door de benoeming van deze twee theologen is hoogstwaarschijnlijk hun uitleg van Romeinen 11:25 en 26 in Engeland tot de algemeen aanvaarde uitleg geworden, aldus dr. R.J. Van Elderen. In hun voetsporen gaven veel puriteinen er blijk van te geloven in een toekomstige bekering van de Joden.
Zowel Nederlandse Nadere reformatoren als Engelse en Schotse puriteinen hebben voorzegd dat Israël eens tot bekering komt. Dit zal volgens hen positieve gevolgen hebben voor de hele wereld. Zij baseren zich hierbij op de uitleg van Romeinen 11, waar Paulus schrijft over Israel.
Dat er binnen het puritanisme een verwachting was voor het joodse volk, blijkt ook uit hun Grote Catechismus van Westminster en de Westminster Confessie (1648). Hierin was een prominente plaats ingeruimd voor het Joodse volk. Op grond van de blijvende kracht van Gods verkiezing van Israël geloofden zij, dat Israël tot bekering zal komen en Jezus als de Messias zal erkennen. De puriteinen gingen hiermee in tegen de vervangingstheologie die lang in veel kerken aanwezig was en is.

#### Evangelicale eindtijdtheologen
Binnen de stroming van het evangelisch christendom doet zich een vorm van Israëltheologie voor die zich verbindt met de opvatting dat de eindtijd nabij is. Bekende bijbelleraren zijn Jan van Barneveld (overleden in 2022) en Henk Poot. Er wordt hier in het bijzonder gewezen op het ontstaan van de staat Israël als een teken van de Tweede Komst van Christus. Radicale richtingen in deze evangelicale stroming willen de emigratie naar Israël van alle Joden versnellen, in de verwachting zo ook de terugkeer van Christus te bespoedigen.

#### PKN
In Nederland bleek tijdens een synodezitting van de PKN in 2007 verschil van inzicht te bestaan over de in deze kerk gebezigde formule van de "onopgeefbare band met Israël". Er blijken met name verschillende interpretaties rond te gaan, in hoeverre hiermee religie, volk, land, maar ook de staat Israël worden bedoeld, alsmede over de verhouding tussen het Oude en het Nieuwe verbond en de uniciteit van Jezus Christus.
Sabeel, Kairos Palestina en verscheidene predikanten onder wie Henri Veldhuis spelen een belangrijke rol bij het aandacht vragen binnen de PKN voor de situatie van Palestijnse christenen en een kritische evaluatie van de Israëltheologie. Daartegenover staat bijvoorbeeld de Gereformeerde Bond die binnen de PKN zit.
Binnen de PKN is Kerk en Israël de centrale instantie die de relaties met het Jodendom verzorgt. Ze beschouwt op de eigen website "de relatie met Israël" als "een essentieel element van de eigen identiteit en belijden". Dat dit nadere uitleg behoeft, spreekt uit deze toelichting: "Met de naam Israël wordt bedoeld: het Israël dat wij ontmoeten in de Bijbel en van daaruit in de geschiedenis tot op vandaag. Hier liggen de wortels van ons geloof. Dat is dus meer dan een historische bepaling".

#### Christelijke Gereformeerde Kerken
Binnen de Christelijke Gereformeerde Kerken kreeg het Israëlvraagstuk veel aandacht. Het kerkverband zoekt het getuigende gesprek met Israël. Waar men oorspronkelijk koos voor ´zending´ onder het Joodse volk, spreekt men tegenwoordig over het ´gesprek´ met het Joodse volk. De synode van dit kerkverband heeft uitgesproken dat er sprake is van „een onverbrekelijke en onopgeefbare verbondenheid tussen Israël en de christelijke gemeente uit de heidenen.”

#### Gereformeerde Gemeenten
Binnen de Gereformeerde Gemeenten was men tot aan 1990 nauwelijks actief met het thema kerk en Israël. Daar is verandering in gekomen en dit heeft geleid tot het doordenken van hun Israeltheologie. Dit heeft geleid tot een deputaatschap dat zich inzet voor de verkondiging van het Evangelie en het doen aan hulpverlening onder het Joodse volk.

#### Hersteld Hervormde Kerk
Binnen de Hersteld Hervormde Kerk is er sinds 2014 een speciale commissie die zich richt op de relatie tussen het kerkverband en Israël. De Hersteld Hervormde Kerk spreekt in een brochure onder meer uit dat God „omwille van het verbond met Abraham” de landbelofte in stand houdt, al laat de precieze invulling hiervan zich „niet eenvoudig vaststellen”. Daarnaast wordt onder meer uitgesproken dat de kerk geroepen is om antisemitisme „te ontmaskeren als haat tegen de God van Israël”.

#### Nederlandse Gereformeerde Kerken
Dit kerkverband is het resultaat van de fusie tussen de Gereformeerde Kerken vrijgemaakt en de Nederlands Gereformeerde Kerken. Binnen de voorlopers van dit kerkverband kreeg het Joodse vraagstuk weinig aandacht. "Daar zijn kerkelijk-historische redenen voor", zegt Jan-Henk Soepenberg in het Nederlands Dagblad. "Zo werd in de voormalige Gereformeerde Kerken vrijgemaakt in het verleden geleerd dat de kerk in plaats van Israël is gekomen, de zogenoemde vervangingstheologie". Wel was sinds 1980 de Stichting tot bevordering van de Evangelieverkondiging onder het Joods Volk (Stevaj) actief, die later opging in de kerkelijke organisatie Yachad (zie Yachad.nl), dat in 2023 ook weer een Stichting werd (zie het blad Onderweg, Jaargang 9, 6 oktober 2023). Er werd wel gesteld dat men zich met het Joodse volk verhoudt zoals men zich ook tot andere volkeren verhoudt.  Anderen evenwel benadrukken dat voor het Joods volk ook onder het 2e (nieuwe) verbond, nog steeds onvervulde beloften gelden.

## De Israëltheologie binnen de Rooms-Katholieke Kerk
De Rooms-Katholieke Kerk heeft met het Tweede Vaticaans Concilie afscheid genomen van de substitutietheologie of vervangingstheologie, die de Kerk exclusief in de plaats stelde van het 'overbodige' Jodendom, maar daarvoor niet een Israëltheologie in de plaats gesteld heeft die de staat Israël in het verlengde plaatst van het Bijbelse Israël. Het document Nostra Aetate trekt vanuit het jodendom, via de universele openbaring door Christus, inclusief, concentrische cirkels waardoor andere wereldreligies en uiteindelijke alle mensen van goede wil niet buiten de werking van Gods genade worden beschouwd, omdat ook iedereen in de verlossing door Christus deelt. Op een conferentie van katholieke theologen in 2013 schetste prof. Dr. Reinholdt Bernhardt (Universiteit Basel) niettemin de verdienste van de Israëltheologie met betrekking tot het voorbij komen van de substitutietheologie, maar hij plaatste de Israëltheologie vervolgens terug als 'wegbereider' van een theologie van de religies in meervoud (de zogenaamde 'Religietheologie'), die welbeschouwd een Christustheologie betekent, die de universele verlossing van heel de mensheid voor ogen houdt en waarin vanuit katholiek perspectief meer inspiraties, ook die van andere wereldgodsdiensten bijdragen. De emeritus paus Joseph Ratzinger (Benedictus XVI) heeft tijdens zijn emeritaat stellig afstand genomen van een theologie die de staat Israël en het jodendom (als religie) exclusief met elkaar verbindt. Hij spreekt in zijn artikel afwijzend over degenen die de staat Israël opvatten als "Glaubensstaat". Het betreft overigens een positie die het Vaticaan altijd al ingenomen heeft: joden, christenen en moslims moeten ook in deze staat als burgers met gelijke rechten en plichten kunnen leven.

## De reactie Joodse theologen
In 'de geschiedenis van vandaag' manifesteren zich echter verschillende richtingen in het jodendom, waaronder die van de joodse bevrijdingstheologen Mark Braverman en Marc Ellis die vinden dat de staat Israël een bevrijdende, profetische roeping van het jodendom in de weg zit. Zij staan in een traditie van kritiek op de staat Israël, van niet-orthodoxe oorsprong. Voorlopers daarin waren onder anderen Martin Buber, Yudah Magnes en Elmer Berger.

## De reactie van Palestijnse christenen

#### 'Geen verband tussen het Bijbelse Israël en de zionistische staat'
Palestijnse christelijke theologen kijken sceptisch naar een Bijbelse hermeneutiek, die een verlengde suggereert tussen het oudtestamentische Israël en de huidige staat. De lutherse theoloog Mitri Raheb vindt dat theologen die zo afstand nemen van de "verspiritualisering" van het Beloofde Land, verzuimen na te denken over de Palestijnse landbeleving en hun ervaring van onteigening en verdrijving. De evangelische theoloog Yohanna Katanacho ontkent de joden en het jodendom niet, maar ze vormen voor hem geen theologische uitzondering meer, in die zin dat zij als (post)religieuze groep geen claim op het Heilige Land kunnen uitoefenen, maar sinds de Verlossing door Jezus meegaan in Gods verbond met de hele mensheid.
De anglicaan Naim Ateek zet zich in voor interreligieuze dialoog met bijvoorbeeld joodse bevrijdingstheologen zoals Marc Ellis en Mark Braverman, én met liberale moslims, die net als Ateek een claim op het Land vanuit hun godsdiensten afwijzen.

#### 'Westerse christenen en theologen hebben geen oog voor ons bestaansrecht'
Palestijnse kerkelijke leiders hebben in december 2009 in urgente bewoordingen en vrijwel unaniem een oproep gedaan om hulp voor het hele Palestijnse volk. Ze vragen de wereld in een Kairosdocument, "Het Uur der Waarheid" met woord en daad stelling te nemen tegen 'de Israëlische bezetting' en kolonisatie van hun land en zijn daarbij bijzonder kritisch over westerse christelijke theologen en kerken door wie ze zich in de steek gelaten voelen. Ze ontwikkelen in hun document een eigen theologische visie. Israël wordt uitgenodigd de "proeftuin" te worden voor een universele ambitie van verschillende religieuze en culturele tradities. Ze verwoorden een verlangen om het land 'ieders land' te laten zijn, het te transformeren in een land van vrede en gerechtigheid voor allen. Met die 'profetische' droom tracht men een eigen historisch bestaansrecht overeind te houden tegenover zowel moslims als joodse medebewoners van de regio. Het Kairosdocument spreekt een onaanvaardbaar uit tegen ieder 'fundamentalistisch' gebruik van Bijbelteksten dat de 'Israëlische bezetting' probeert te legitimeren of de Palestijnse verbondenheid met het land wil ontkennen.

#### Het bestaansrecht van Israël staat niet ter discussie, wel zijn bestaanswijze
Kritiek van aanhangers van de Israëltheologie is, dat deze Palestijnse theologen het bestaansrecht van de staat Israël niet zouden erkennen. Daarover spreekt het document zich inderdaad niet uit, het richt de eigen kritiek op de bestaanswijze van deze staat. Jamal Khader (hoogleraar aan de Universiteit van Bethlehem) benadrukte bij de presentatie van het document op 22 december 2009 dat ook voor hem het bestaansrecht van de staat Israël niet ter discussie staat, maar wel de vraag of ook het Palestijnse volk nog mag blijven wonen en leven in het Heilige Land. In Nederland leidde het Kairosdocument tot oprichting van de stichting Kairos Palestina Nederland, die er aandacht voor vraagt in de Nederlandse kerken.

#### 'Wij geloven dat ons land een universele missie heeft'
Een ander verwijt aan de Palestijnse theologen is dat ze aanhangers van de vervangingstheologie of substitutietheologie (zie: christelijke visies op het jodendom) zouden zijn, die de kerk in de plaats stelde van 'het na de komst van Christus irrelevant geworden jodendom'. Deze theologie werd volgens Palestijnse theologen na de Holocaust vooral een probleem van en voor het westerse christendom zelf, dat met deze vervangingstheologie eerst de joden heeft weggezet en met de Israëltheologie - als reactie - het bestaansrecht van de Palestijnse christenen, maar ook moslims lijkt te ontkennen. In hun dispuut over de staat Israël stellen ze daarbij de universele roeping van het evangelie, die ze verbinden met de universele boodschap van de profeten, in het bijzonder voor het huidige Land: "Wij geloven dat ons land een universele missie heeft. In deze universaliteit opent zich de betekenis van de beloften, het land, de verkiezing van het volk als inclusief voor heel de mensheid, te beginnen bij alle volkeren in dit land. In het licht van het heilige schrift was de landbelofte nooit een politiek program of bewijs van eigendom, maar veel meer het voorspel op een totale universele verlossing. Het was het begin van de vervulling van het Koninkrijk van God op aarde".

## Israëltheologie en politiek
De Israëltheologie werkt door in de politieke leer van politici en politieke partijen en wekt politieke actie en reactie op.
In zijn boek "Een schreeuw om recht. De tragedie van het Palestijnse volk" (Amsterdam: De Bezige Bij, 2009) bekritiseert de katholieke oud-premier Dries van Agt de Israëltheologie als volgt: "Menigeen in ons land en daarbuiten merkt de vestiging en uitbreiding van de staat Israël aan als de tenuitvoerlegging van de beloften van Jahweh. Daardoor wordt God te schande gemaakt.(...) Ik verzet mij niet tegen Gods plan, maar tegen wat anderen veroorloven Gods plan te noemen".
Recht daartegenover staat bijvoorbeeld de politieke lijn van de Staatkundig Gereformeerde Partij die de Israëltheologie in haar partijprogramma uit 2000 (artikel 29b) opgenomen heeft:
"Gods hand leidt het wereldgebeuren, en daarmee ook het ontstaan, voortbestaan en verdwijnen van volken. Israël, als volk van het oude verbond, neemt daarbij een bijzondere plaats in: de Joden zijn de "beminden om der vaderen wil", die door de HEERE hun land toebedeeld kregen, zoals beschreven is in het Oude Testament. De meest wezenlijke belofte van het genadeverbond is, dat Christus de Enige Naam tot zaligheid is voor Jood en heiden. Daarom is er een diepe verbondenheid met het volk Israël, waaruit de Christus is voortgekomen. Dit alles brengt met zich mee dat de Nederlandse regering streeft naar goede diplomatieke betrekkingen met de staat Israël. Mede met het oog op het welzijn van het Joodse volk en veilige en erkende grenzen voor de staat Israël, zet zij zich in voor vrede en stabiliteit in het Midden-Oosten."
Binnen de ChristenUnie weet men zich 'op Bijbelse gronden met het Joodse volk verbonden'. Tegelijk voelen ze ook een sterke verbondenheid met Palestijnse christenen. Don Ceder schrijft dat 'de staat Israël is voor Joden de laatste hoop op een veilige plek in een wereld waarin het giftige antisemitisme onuitroeibaar blijkt. Gelet hierop en op de instabiliteit van de regio staat de ChristenUnie voor politieke steun aan de staat Israël, met inachtneming van internationale rechtsbeginselen'.